# پلیوس
شهر پلیوس (به روسی: Плёс) در کشور روسیه و در اوبلاست ایوانوف واقع شده‌است.